# Club Atlético Alvarado
O Club Atlético Alvarado, também conhecido simplesmente como Alvarado, é um clube esportivo argentino localizado na cidade de Mar del Plata, na província de Buenos Aires, na Argentina. Foi fundado em 21 de junho de 1928 e ostenta as cores azul e branco.
Sua principal atividade esportiva é o futebol profissional. O clube disputa a Primera Nacional, a segunda divisão do sistema de ligas de futebol argentino, onde conquistou o acesso como vencedor do Revalida do Torneo Federal A de 2018–19. O clube naõ possui estádio próprio e manda seus jogos no estádio José María Minella, de propriedade do partido (município) de General Pueyrredón. A praça esportiva, também localizada na cidade de Mar del Plata, conta com capacidade para 35 180 espectadores.

## Títulos
| NACIONAIS | NACIONAIS          | NACIONAIS  | NACIONAIS | NACIONAIS  |
| Divisão   | Competição         | Associação | Títulos   | Temporadas |
| --------- | ------------------ | ---------- | --------- | ---------- |
| Quarta    | Torneo Argentino B | CFFA (AFA) | 1         | 2011–12    |

## Rivalidade
Faz seu clássico com o Club Atlético Aldosivi, que recentemente voltou a ser disputado após  20 anos sem esse enfrentamento